# Sýlingarhnjúkur
Sýlingarhnjúkur är en bergstopp i republiken Island. Den ligger i regionen Norðurland eystra, 240 km nordost om huvudstaden Reykjavík. Toppen på Sýlingarhnjúkur är 1 225 meter över havet.
Runt Sýlingarhnjúkur är det mycket glesbefolkat, med 3 invånare per kvadratkilometer. Närmaste större samhälle är Dalvík, omkring 13 kilometer nordost om Sýlingarhnjúkur. Trakten runt Sýlingarhnjúkur består i huvudsak av gräsmarker.